# Бодуэн I Железная Рука
Бодуэн I Железная Рука (Балдуин I; умер в 879, похоронен в Сен-Бертине) — первый граф Фландрии с 863 года; родоначальник Фландрского дома.

## Биография

### Происхождение
О происхождении первого графа Фландрии хронисты сообщают, что его предком был Лидрис (или Лидерик), сир Гарлебекский, который получил в ленное владение от Карла Великого бесплодную землю, ничего не стоившую и покрытую болотами. Его сын Энгеран, а затем его внук Одасэ (Audacer) имели, подобно ему, звание королевских лесничих (forestarii).
Известно, что в 836 году умер некий граф Лидерик и что Энгеран, известный своим участием в раздорах и интригах последних Каролингов, носил, как и Одасэ, титул графа и светского аббата монастыря Сен-Пьер в Генте. Сыном графа Одасэ был Бодуэн I.

### Правление
По-видимому, Бодуэн I уже в начале 860-х годов обладал значительным могуществом в северных областях бассейна Шельды, где он воевал с норманнами. Под Рождество 861 года Бодуэн с помощью принца Людовика, сына короля Западно-Франкского государства Карла II Лысого, похитил в городе Санлис его сестру Юдифь (с её согласия), вдову короля Уэссекса Этельвульфа. Несмотря на гнев Карла II, объявившего о лишении похитителя дочери всех его ленных владений, Бодуэн отказался выдать Юдифь. Король направил письма к своему наместнику во Фризии Рёрику Ютландскому и епископу Утрехта Хунгеру, в которых он призывал им не впускать Бодуэна и Юдифь в их владения или даже арестовать их. Однако им удалось достигнуть Рима, где папа римский Николай I помиловал их и снял отлучение.
Брак Бодуэна и Юдифи был заключён 13 декабря 863 года в городе Осере (современная Бургундия). Одновременно, Бодуэн I объявил, что для возвращения своих конфискованных владений он готов вступить в союз с норманнами. Защита, оказанная Бодуэну и Юдифи папой римским, а также угроза союза Бодуэна с викингами, заставили Карла II признать законность брака своей дочери. Намереваясь с помощью нового зятя организовать защиту северных границ своего королевства, Карл Лысый возвратил Бодуэну все его владения, добавив к ним некоторые новые земли, в том числе Тернуа. Территории, управляемые Бодуэном I, впоследствии получили название графство Фландрия.
В последующие годы Бодуэн был верен королю Карлу II. Во время его правления территория графства Фландрия располагалась вдоль долины реки Лис, к западу от Шельды, между Брюгге и Сент-Омером. После заключения Верденского договора в 843 году Западно-Франкское государство подвергалось постоянным вторжениям норманнов. Неспособность королей из династии Каролингов оказать отпор этим нападениям, привело к увеличению власти местных феодалов. В этой ситуации граф Фландрии Бодуэн I стал одним из самых крупных вассалов королей Западно-Франкского государства. В таком статусе Бодуэн в 870 году приобрёл для защиты северных районов королевства от набегов норманнов аббатство Сент-Пьер в Генте, а в 871 год принимал активное участие в переговорах с мятежным сыном короля Карла, Карломаном, впоследствии ослеплённым по приказу своего отца. После смерти Карла II Лысого в 877 году, Бодуэн I получил в качестве наследства своей жены Юдифи ещё ряд земель (в том числе, Брюгге, Гент и Мемписк), значительно увеличив свои владения. Для защиты от нападений викингов, за храбрость в боях с которыми Бодуэн I получил своё прозвище «Железная Рука», он укрепил города Аррас, Гент и Брюгге.
Бодуэн умер в 879 году и был похоронен в расположенном недалеко от Сент-Омера Сен-Бертенском аббатстве. Его сын Бодуэн II унаследовал графство после смерти отца. Переход титула по наследству был признан королём Западно-Франкского государства. Бодуэн был родоначальником Фландрского дома, который правил до 1119 года, а после перехода титула к другим династиям возвратился к потомкам Бодуэна, правившим в 1191—1280 годах.

### Семья
Жена: с 862 года — Юдифь, дочь короля Западно-Франкского королевства Карла II Лысого. Дети:
- Карл(860-868).Умер ребенком
- Бодуэн II Лысый (863/865—918) — граф Фландрии с 879 года, граф Булони с 896 года
- Рауль (около 867 — 17 июня 896) — граф и светский аббат Камбре
- Гунильда(866-898).О ее судьбе неизвестно

### Легенда о медведе
Согласно легенде, изложенной в «Хрониках Фландрии», по пути в Брюгге Бодуэн и Юдифь столкнулись с медведем. Медведь нападал на людей, которые покинули Брюгге или шли в город, и был белым. Бодуэн героически сразился с зверем. Когда медведь встал на задние лапы, Бодуэн пронзил его копьём с такой силой, что оружие застряло в дереве за спиной зверя.
В Брюгге можно увидеть отсылку к этому легендарному медведю: маленькая статуя медведя, держащая щит, в нише стены здания Портерслодж (Poortersloge). Статую ласково называют «Медведь ложи» (Beertje van de Loge) . Медведя можно также увидеть на гербе Брюгге.